# Hrubá kopa
Die Hrubá kopa ist ein Berg in der Westtatra im geomorphologischen Teil Roháče mit einer Höhe von 2166 m n.m. Er befindet sich am Hauptkamm zwischen den Bergen Baníkov im Westen und Tri kopy im Osten und erhebt sich über den Tälern Žiarska dolina im Süden und Roháčska dolina im Norden.
Über den Gipfel führt ein rot markierter Wanderweg am Hauptkamm und ist vom Sattel Smutné sedlo oder vom Berg Baníkov und Sattel Baníkovské sedlo zu erreichen. Dank dem dichten Wanderwegnetz in der Nähe ist eine Vielzahl von Anlaufwegen möglich.